# Quint Aureli Símmac (cònsol 446)
Quint Aureli Simmac (en llatí Quintus Aurelius Symmachus) va ser un magistrat romà del segle v. Era probablement fill de Quint Fabià Memmi Simmac (Quintus Fabianus Memmius Symmachus), i net de l'orador Quint Aureli Simmac.
Va ser nomenat cònsol juntament amb Aeci l'any 446. Va deixar un fill de nom Quint Aureli Memmi Simmac (Quintus Aurelius Memmius Symmachus), que va ser cònsol l'any 485 i va escriure una Historia Romana en set volums durant el regnat de l'ostrogot Teodoric el Gran, ara perduda llevat d'un fragment.